# 亮葉扭口蘚
亮葉扭口蘚（学名：Barbula subpellucida）为叢蘚科扭口蘚屬下的一个种。

## 扩展阅读
- 維基物種上的相關：亮葉扭口蘚